# 棕头雀鹛
棕头雀鹛（学名：Fulvetta ruficapilla），鸦雀科褐鹛属物种，曾被归入画眉科雀鹛属，为中国大陆的特有种。该物种的保护状况被评为无危。
棕头雀鹛的栖息地包括温带森林、亚热带或热带的高海拔疏灌丛和亚热带或热带的湿润山地林。该物种的模式产地在四川宝兴。

## 亚种
- 棕头雀鹛云贵亚种（学名：Fulvetta ruficapilla danisi）。分布于老挝以及中国大陆的云南、贵州等地。该物种的模式产地在老挝PhuKobo。[3]
- 棕头雀鹛指名亚种（学名：Fulvetta ruficapilla ruficapilla），是中国的特有物种。分布于甘肃、陕西、四川等地。该物种的模式产地在四川宝兴。[4]
- 棕头雀鹛西南亚种（学名：Fulvetta ruficapilla sordidior），是中国的特有物种。分布于四川、云南等地。该物种的模式产地在云南大理以东鸡足山。[5]